# Shah Dhar
Shah Dhar é uma montanha situada na fronteira Afeganistão-Paquistão, com 7038 m de altitude. Pertence à cordilheira Indocuche.